# Sauber C37
Az Alfa Romeo Sauber C37 egy Formula–1-es versenyautó, amelyet a Sauber Motorsport tervezett és gyártott a 2018-as Formula–1 világbajnokságra.

## Az autó
Az autót eredetileg a Honda által szállított motorokra tervezték, de a csapat átszervezte irányítási struktúráját, és a megállapodást felbontották. Miután 2017-ben a régi Ferrari motorokat használta, a Sauber újratárgyalt az olaszokkal a partneri szerződését és egy, az Alfa Romeóval kötött egyezségnek is köszönhetően biztosította, hogy az aktuális szezonra gyártott erőforrást kapja a Ferraritól. Az autó a C37 nevet kapta, a Jörg Zander által tervezett konstrukciót Marcus Ericsson és Charles Leclerc vezették a szezon során.

## Eredmények
| Év   | Csapat                    | Motor           | Gumik | Pilóták         | Versenyek | Versenyek | Versenyek | Versenyek | Versenyek | Versenyek | Versenyek | Versenyek | Versenyek | Versenyek | Versenyek | Versenyek | Versenyek | Versenyek | Versenyek | Versenyek | Versenyek | Versenyek | Versenyek | Versenyek | Versenyek | Pontok | Eredmény |
| Év   | Csapat                    | Motor           | Gumik | Pilóták         | AUS       | BHR       | CHN       | AZE       | ESP       | MON       | CAN       | FRA       | AUT       | GBR       | GER       | HUN       | BEL       | ITA       | SIN       | RUS       | JPN       | USA       | MEX       | BRA       | ABU       | Pontok | Eredmény |
| ---- | ------------------------- | --------------- | ----- | --------------- | --------- | --------- | --------- | --------- | --------- | --------- | --------- | --------- | --------- | --------- | --------- | --------- | --------- | --------- | --------- | --------- | --------- | --------- | --------- | --------- | --------- | ------ | -------- |
| 2018 | Alfa Romeo Sauber F1 Team | Ferrari 062 EVO | P     | Marcus Ericsson | KI        | 9         | 16        | 11        | 13        | 11        | 15        | 13        | 10        | KI        | 9         | 15        | 10        | 15        | 11        | 13        | 12        | 10        | 9         | KI        | KI        | 48     | 8.       |
| 2018 | Alfa Romeo Sauber F1 Team | Ferrari 062 EVO | P     | Charles Leclerc | 13        | 12        | 19        | 6         | 10        | 18†       | 10        | 10        | 9         | KI        | 15        | KI        | KI        | 11        | 9         | 7         | KI        | KI        | 7         | 7         | 7         | 48     | 8.       |

† A versenyző nem fejezte be a futamot, de teljesítette a táv 90 százalékát, ezért rangsorolták.